# Foged
 Denne artikel bør gennemlæses af en person med fagkendskab for at sikre den faglige korrekthed.

Foged er en betegnelse for en embedsmand,[kilde mangler] der er udstyret med magtbeføjelser til at gennemtvinge afgørelser truffet af domstolene eller af den offentlige administration.
Titlen benyttes af dommere (herunder dommerfuldmægtige og retsassessorer), der beklæder hvervet som dommer i fogedretten. Varetages en fogedforretning af administrativt personale, benævnes dette "kontorfoged". Fogeden er udstyret med judiciel myndighed til at gennemtvinge retsafgørelser. En foged er således en person tilknyttet domstolene.
Titlen benyttes endvidere i formen pantefoged, der betegner en embedsmand ansat i SKAT med myndighed til at foretage administrativ udpantning. Afgørelser truffet af pantefogeder kan indbringes for en foged i fogedretten.
I folkemunde kendes begrebet "kongens foged", der oftest betegner en foged når der skyldes penge til det offentlige.
Indtil retsreformen i 1919 var foged betegnelsen for en embedsmand (betjent), der var udstyret med magtbeføjelser. Eksempler herpå er: Herredsfoged, ridefoged, ladefoged og giftefoged.
Begrebet kendes endvidere stadig fra titlerne strandfoged, klitfoged og skovfoged.